# Clubiona sapporensis
Clubiona sapporensis är en spindelart som beskrevs av Hayashi 1986. Clubiona sapporensis ingår i släktet Clubiona och familjen säckspindlar. Inga underarter finns listade i Catalogue of Life.